# John Whitfield Bunn y Jacob Bunn
Este artículo trata sobre John Whitfield Bunn, Jacob Bunn y los empresarios que estaban interconectados con los hermanos Bunn a través de asociaciones o conexiones familiares y genealógicas.
John Whitfield Bunn (21 de junio de 1831 - 7 de junio de 1920) fue un líder corporativo estadounidense, financiero, magnate y amigo personal de Abraham Lincoln, cuyo trabajo y liderazgo involucraron una amplia gama de instituciones que abarcaban desde los ferrocarriles del Medio Oeste, las finanzas internacionales y la política del Partido Republicano, hasta la consultoría corporativa, la fabricación de importancia mundial y las diversas bolsas de valores estadounidenses. Fue de gran importancia histórica en el desarrollo y crecimiento comercial, cívico, político e industrial de illinois y del Medio Oeste de los Estados Unidos, tanto durante el siglo XIX como en el siglo XX. John Whitfield Bunn nació el 21 de junio de 1831 en el condado de Hunterdon. Aunque todas las instituciones comerciales cofundadas o construidas por los hermanos Bunn han dejado de existir y han pasado a formar parte del ámbito de la historia, cada una de estas empresas dejó un importante legado industrial, comercial y cívico para Illinois, el Medio Oeste y los Estados Unidos.
Jacob Bunn (18 de marzo de 1814 - 16 de octubre de 1897), hermano mayor de John Whitfield Bunn, también fue un importante industrial, financiero y amigo cercano de Abraham Lincoln en Illinois.

## Primeros años e inicio de sus experiencias comerciales
John W. Bunn fue el tercer hijo de Henry Bunn y Mary (Sigler) Bunn, ambos del condado de Hunterdon. La familia Bunn era presbiteriana y registraron los bautismos de varios niños en una iglesia de su credo ubicada por entonces en Alexandria, condado de Hunterdon, Nueva Jersey. Existe evidencia de que los antepasados de la familia Bunn habían comprado originalmente propiedades a los herederos de William Penn.
Henry Bunn nació el 19 de octubre de 1772 en Alexandria, Condado de Hunterdon. Henry Bunn era hijo de Jacob Bunn (nacido en 1736; fallecido en 1808) y Maria Elizabetha (apellido desconocido) (nacida en 1744; fallecida en 1817). Henry Bunn se casó con Mary Sigler (nacida el 7 de abril de 1788 y fallecida el 31 de julio de 1833). Henry Bunn y Mary (Sigler) Bunn eran dueños de una próspera granja en el condado de Hunterdon, Nueva Jersey, y en el momento de la muerte de Henry Bunn en 1859, dejó una herencia valorada en una cantidad superior a los 34.000 dólares. Existe evidencia de que Henry Bunn, el padre de Jacob Bunn, John Whitfield Bunn y George Whitfield Bunn, se dedicó al negocio bancario en el condado de Hunterdon, Nueva Jersey.
Jacob Bunn se casó con Elizabeth Jane Ferguson (nacida el 12 de mayo de 1832 y fallecida en 1885), hija de Benjamin Ferguson y Sarah (Irwin) Ferguson, ambos nativos del condado de Washington, Pensilvania. Benjamin Ferguson era un contratista de construcción que intervino en la edificación del antiguo Capitolio del Estado de Illinois en Springfield. Sarah Irwin era hermana de los banqueros y comerciantes Robert Irwin (nacido el 7 de noviembre de 1808 y fallecido en 1865) y John Irwin (nacido el 20 de enero de 1804 y fallecido en 1857). Robert Irwin actuó como cobrador de deudas personales de Abraham Lincoln y sirvió como miembro de la junta directiva del State Bank of Illinois. Los Irwin eran todos nativos de Monongahela City, Pensilvania, de religión presbiteriana y de origen escocés. Una hija de Robert Irwin se casó con William Marston, un especulador y financiero de Wall Street que a menudo trabajaba en sociedad con Cornelius Vanderbilt y que fue responsable de la subida de casi 7 millones de dólares del precio de las acciones de la Michigan & Prairie du Chien Railroad Company en 1865. William Marston obtuvo un beneficio personal de entre 1 y 2 millones de dólares, en 1865, gracias a la subida artificial, que manipuló y provocó cuando compró rápidamente casi 22.000 acciones de la Michigan & Prairie du Chien Railroad Company. La familia Irwin también estaba interconectada con la familia Holden de Cleveland, propietaria de la Island Creek Coal Company, la Pond Creek Coal Company y de la Forest City Publishing Company, editora del periódico "The Plain Dealer", y del Hotel Hollenden.
John Bunn pasó su infancia y la primera parte de su edad adulta en la granja familiar situada cerca de Milford (Nueva Jersey).
En 1847, a la edad de 16 años, John W. Bunn dejó Nueva Jersey para unirse a su hermano mayor Jacob Bunn en el comercio mayorista de comestibles en Springfield, Condado de Sangamon, después de haber sido inducido a trasladarse a Illinois por la descripción positiva y prometedora que Jacob Bunn le había relatado durante una visita de regreso a la granja de Nueva Jersey, donde ambos hombres habían sido criados.
En 1858, John W. Bunn alcanzó el estatus de socio en la empresa mayorista de comestibles de "J. Bunn Company". La empresa de comestibles de Springfield, Illinois, modificó su nombre corporativo para reflejar el nuevo cambio en la sociedad, cambiando su nombre oficial a "J. & J. W. Bunn Company".
Al llegar a la edad adulta en el estado de Illinois en rápido desarrollo y alcanzar un estatus cada vez más destacado entre los líderes comerciales de Illinois, John W. Bunn desarrolló una estrecha amistad con el estadista y abogado Abraham Lincoln. John W. Bunn fue un miembro principal dentro de la empresa, y uno de los miembros y operadores más importantes de la red política de amistad y apoyo político de Abraham Lincoln, siendo descrito por el historiador y erudito de Illinois George A. Lawrence como uno de los amigos personales y políticos más cercanos del propio Abraham Lincoln.

### Amistad con Abraham Lincoln y actividades industriales
Abraham Lincoln actuó como abogado de Jacob Bunn, que era el hermano mayor de John W. Bunn. En sus propias palabras, en el relato de una entrevista sobre sus memorias personales y su relación con Abraham Lincoln, John Bunn afirmó que habían sido amigos extremadamente cercanos y aliados políticos. Abraham Lincoln formó parte del comité para la formación del Ferrocarril de Alton & Springfield junto con Jacob Bunn, el destacado comerciante y banquero de Springfield John Williams, John Todd Stuart, John C. Calhoun, B. C. Webster, J. N. Brown, Pascal P. Enos, William Pickrell y S. B. Opdycke.
Jacob Bunn y John Whitfield Bunn, junto con muchos de sus colegas y amigos, como Stephen Trigg Logan, John Williams y Ozias M. Hatch, se convirtieron en amigos cercanos de Abraham Lincoln y le ayudaron de diversas maneras en su campaña presidencial de 1860. Como parte de su estrategia de campaña presidencial de 1860, Lincoln adquirió en mayo de 1859 el Illinois Staats-Anzeiger, un periódico en idioma alemán de Springfield (Illinois), para promover la causa de la política del Partido Republicano entre la comunidad de habla alemana de la región. Lincoln adquirió el Illinois Staats-Anzeiger a través de su banquero Jacob Bunn, amigo personal cercano y cliente de Lincoln. Jacob Bunn y su hermano John Whitfield Bunn eran amigos personales cercanos de Lincoln y su familia, y eran industriales y financieros que establecieron una red nacional e internacional de corporaciones industriales que abarcaban desde ferrocarriles y bancos de Chicago, hasta corporaciones manufactureras de escala global en producción e impacto económico. John Whitfield Bunn actuó como tesorero y uno de los primeros contribuyentes financieros del fondo de 5000 dólares recaudados para Lincoln para la campaña presidencial de 1860, cuyo establecimiento y formación había sido sugerido originalmente a John W. Bunn por el juez Stephen Trigg Logan, un ex socio legal de Lincoln. Jacob Bunn, John Williams, Ozias M. Hatch, Thomas Condell y Robert Irwin también estuvieron entre los contribuyentes financieros iniciales al fondo de campaña.
John Whitfield Bunn pasó el resto de su vida en Illinois y mantuvo una variada y exitosa carrera comercial, industrial y filantrópica que duró desde 1847 hasta 1920. Como multimillonario, mostró su compromiso financiero y filantrópico con diversas causas públicas de Illinois.
Durante el período que va desde 1847 hasta 1920, logró numerosos objetivos comerciales e industriales y contribuyó al desarrollo de numerosos sectores industriales y cívicos de Illinois durante el siglo XIX y el siglo XX. A continuación se analizan varias de las empresas e instituciones cívicas con las que estaban relacionados los hermanos Bunn y su extensa familia.

### Empresa de comestibles J. & J. W. Bunn
John comenzó como empleado en la tienda de comestibles al por mayor propiedad de su hermano y ascendió rápidamente a niveles de responsabilidad cada vez mayores, no solo dentro de la empresa de comestibles, sino también dentro de una amplia gama de organizaciones comerciales y cívicas adicionales en Illinois y en todo Estados Unidos.
La J. & J. W. Bunn Grocery Company generó unas ventas aproximadas de 200.000 dólares en torno a 1871. Durante el período en el que John W. Bunn actuó como líder ejecutivo de la compañía de comestibles, la rentabilidad de la empresa aumentó y en 1880 el volumen de ventas de la empresa alcanzó los 450.000 dólares, con una predicción en 1880 de un crecimiento del volumen de ventas hasta los 500.000 dólares en 1881. Esta empresa pasó a conocerse posteriormente como la "Bunn Capitol Wholesale Grocery Company" en la década de 1950. George R. Bunn Jr. gestionó esta empresa y creó una división de bebidas que finalmente se convirtió en la "Bunn-O-Matic Corporation", que también sería propietaria de la marca "BUNN".

### Illinois Watch Company y Sangamo Electric Company
John W. Bunn fue un participante activo en el desarrollo de la producción industrial de relojes de bolsillo para los ferrocarriles, y se convirtió en fundador, director y vicepresidente de la Illinois Watch Company de Springfield, Illinois, una corporación de importancia mundial con respecto a la industria de la logística ferroviaria, que operaba sucursales corporativas en las ciudades de Nueva York, Chicago y San Francisco. Los activos de la firma relojera se vendieron, durante 1927 y 1928, a la Hamilton Watch Company de Lancaster (Pensilvania), por una suma superior a los 5 millones de dólares. John Whitfield Bunn también trabajó con Jacob Bunn y Benjamin Hamilton Ferguson en la gestión de la empresa. La Illinois Watch Company había pagado aproximadamente casi 20 millones de dólares en salarios a los empleados en 1920.
La Sangamo Electric Company fue fundada el 11 de enero de 1899 en Springfield, Illinois, por Jacob Bunn Jr., Henry Bunn, Robert Carr Lanphier y el inventor Ludwig Gutmann. La corporación creció institucionalmente como una división de la Illinois Watch Company y desarrolló una presencia global en la industria de medición eléctrica y las industrias de defensa. A mediados de la década de 1920, la Sangamo Electric había fabricado más de 5.000.000 de medidores de consumo eléctrico. La firma realizó muchas contribuciones importantes a la defensa nacional durante la Segunda Guerra Mundial, y desarrolló el medidor de vatios-hora de mercurio (1905), el medidor de condensador de papel cilíndrico impregnado de azufre, diferentes tipos de magnetos, medidores de amperios-hora, y el medidor de amperios-hora Delco para los primeros arrancadores eléctricos utilizados en los automóviles. La compañía finalmente tuvo presencia en casi todos los principales países del mundo en 1939, realizando numerosas contribuciones importantes a las industrias de componentes de aeronaves de los Estados Unidos. Henry Bunn, el hijo de Jacob Bunn Sr., fue un aviador y empresario cuya visión de Sangamo Electric fue crucial para la entrada de la compañía en la industria de la aviación. Además, la empresa adquirió Capitol Aviation, Inc., un operador general de base fija (FBO) con oficinas en todo Estados Unidos.
El nombre y el logotipo de Sangamo Electric han vuelto a utilizarse con Sangamo BioSciences, empresa fundada por Edward Oliver Lanphier II, bisnieto de uno de los fundadores de Sangamo Electric, Robert Carr Lanphier Sr.

### Springfield Marine Bank
Bunn ejerció durante muchos años como presidente y director del históricamente significativo Springfield Marine Bank, una entidad bancaria de Illinois. Como presidente del banco, el banco más antiguo de Springfield (fundado en 1851), John W. Bunn logró captar con éxito los recursos financieros de la institución. En 1920, las cuentas de depósito mantenidas en la firma ascendían a aproximadamente 5 millones de dólares.

### Selz, Schwab & Company de Chicago
Con el tiempo, John W. Bunn amplió sus actividades para incluir numerosas contribuciones industriales y financieras al crecimiento económico y el desarrollo de Chicago. Actuó como miembro fundador de la empresa de fabricación de zapatos y botas M. Selz & Company, y ocupó el puesto ejecutivo de vicepresidente de la empresa durante varios años antes de su muerte. La empresa de Chicago, conocida más tarde como Selz, Schwab & Company, se expandió rápidamente al ámbito internacional en sus mercados y una magnitud y rentabilidad extraordinarias en su negocio de fabricación. La compañía tuvo en su momento once fábricas operativas, y después de que se disolviera y dejara de existir, durante la Gran Depresión, una de las fábricas fue transferida a cinco empleados que habían comenzado sus carreras en la empresa como chicos de oficina. Antes de 1894, la Selz, Schwab Company había generado ingresos anuales superiores a los 2 millones de dólares, y disfrutó en su día del estatus de ser uno de los mayores fabricantes de zapatos y botas del mundo, si no el mayor, y se sabía que había servido pedidos individuales de países extranjeros del orden de 1 millón y de 500.000 pares de zapatos. Los ingresos alcanzaron cifras multimillonarias a principios del siglo XX, y la corporación creció rápidamente hasta convertirse en una de las mayores empresas manufactureras de los Estados Unidos. Hacia 1931, una de las once fábricas propiedad de la firma generaba, por sí sola, 6 millones de dólares anuales.

### Aseguradoras
Durante el mes de febrero de 1867, los hermanos Bunn fundaron dos compañías de seguros independientes. Una de ellas era la American Standard Life Insurance Company de Springfield, Illinois, escriturada el 25 de febrero de 1867. Además, John W. Bunn intervino como fundador de la DuBois Insurance Company de Springfield, Illinois, el 20 de febrero de 1867.

### Franklin Life Insurance Company
De importancia histórica es el hecho de que el banquero comercial Benjamin Hamilton Ferguson, cuñado de Jacob Bunn, intervino en la fundación de la Franklin Life Insurance Company de Illinois. La empresa disponía de casi 178 millones de dólares en seguros de vida vigentes a finales de 1939, y de más de 1.000 millones de dólares en seguros de vida vigentes en 1951. George Wallace Bunn Sr., hijo de Jacob Bunn y sobrino de John Whitfield Bunn, había sido miembro de la junta directiva de la Lincoln Mutual Casualty Company de Springfield, Illinois, y también fue fundador de la Lincoln Casualty Company (sucesora de la Lincoln Mutual Casualty Company), también de Springfield, Illinois, en 1920/1921.

### Desarrollo del ferrocarril del Medio Oeste
Las contribuciones al desarrollo comercial de Chicago que hicieron los hermanos Bunn desde sus puestos directivos incluyeron la gestión de varias corporaciones ferroviarias de especial importancia económica para Chicago, Springfield y San Luis. Tanto Jacob como John W. Bunn fueron elegidos para la junta directiva de la Compañía del Ferrocarril de Hannibal y Naples en 1874.

### Compañía del Ferrocarril de la Línea Aérea de Kansas City
John W. Bunn contribuyó a la financiación y constitución de la Compañía del Ferrocarril de la Línea Aérea de Kansas City, una corporación capitalizada inicialmente en 1879 con 600.000 dólares y con sede en Springfield, Illinois, que sirvió como una expansión occidental de la preexistente Compañía del Ferrocarril de Indianápolis, Decatur y Springfield. Su objetivo conectar esta última línea con el Ferrocarril de Chicago & Alton.

## Empresas posteriores

### Ferrocarril de Terre Haute & Peoria; y Ferrocarril de Toledo, Peoria & Oeste
John W. Bunn también fue miembro de la junta directiva de la Compañía del Ferrocarril de Terre Haute & Peoria, una corporación de 5,4 millones de dólares (capital social en 1893) cuya oficina principal estaba en Decatur, Illinois.
Además, John W. Bunn fue miembro del consejo de administración de la Compañía del Ferrocarril de Toledo, Peoria & Oeste, una corporación cuyo capital social superaba los 4 millones de dólares en 1893.

### Ferrocarril del Norte & del Sur de Illinois
John W. Bunn fue miembro de la junta directiva de la Compañía del Ferrocarril del Norte & del Sur de Illinois, una corporación capitalizada en 2,8 millones de dólares en 1890, y cuyo precursor corporativo había sido la Compañía del Ferrocarril de St. Louis & Chicago.

### Ferrocarril de Wabash de Illinois
John W. Bunn fue el fundador y presidente de la Compañía del Ferrocarril de Wabash de Illinois en 1877. El sistema ferroviario de Wabash poseía aproximadamente 16.000 vagones (material rodante) en 1880.

### Ferrocarril de Wabash Este de Illinois
John Whitfield Bunn fue uno de los cinco fundadores de la Compañía del Ferrocarril de Wabash Este de Illinois, junto con el general George Smith, Charles Henrotin, Abram M. Pence y John N. Harlan. La Compañía del Ferrocarril de Wabash Este se constituyó en mayo de 1889, con oficinas corporativas principales en Chicago, Illinois, y una capitalización inicial de 12 millones de dólares. Bunn fue fundador y director junto con Charles Henrotin, George W. Smith, John Harlan y Abram M. Pence, todos de Chicago.

### Expansión del Ferrocarril de Wabash
John W. Bunn participó como fundador principal, consolidador y organizador de la Compañía del Ferrocarril de Wabash, que surgió de la expansión de 1889. La Compañía del Ferrocarril de Wabash de 1889, de la que John W. Bunn fue uno de los fundadores corporativos principales, comenzó su existencia corporativa con una capitalización de 52 millones de dólares. La Compañía del Ferrocarril de Wabash de 1889 comprendía la antigua Compañía del Ferrocarril de Toledo & Oeste, la Compañía del Ferrocarril de Detroit & State Line, la ya existente Compañía del Ferrocarril de Wabash, la Compañía del Ferrocarril de Wabash Este de Indiana y la Compañía del Ferrocarril de Wabash Este de Illinois. John W. Bunn también fue miembro de la primera junta directiva de la Compañía del Ferrocarril de Wabash que se creó a través de la consolidación de la corporación ferroviaria de 1889. En 1902, la Compañía del Ferrocarril de Wabash tenía activos corporativos que ascendían a algo menos de 150 millones de dólares.

### Ferrocarril de Springfield City
John W. Bunn asumió un papel activo en el desarrollo de la infraestructura de transporte intraurbano en Springfield (Illinois) y ayudó a establecer y construir la Compañía del Ferrocarril de Springfield City en marzo de 1866.

### Ferrocarril de Belleville City
En 1867, John W. Bunn actuó como fundador de la Compañía del Ferrocarril de Belleville City de Belleville (Illinois), valorada en 50.000 dólares.

### Ferrocarril de Chicago & Alton
Jacob Bunn, también capitalista ferroviario y hermano mayor de John Whitfield Bunn, había intervenido en 1861 como uno de los reorganizadores y fundadores oficiales de la Compañía del Ferrocarril de Chicago & Alton, junto con otros líderes corporativos y cívicos de Chicago, entre los que figuraba William B. Ogden. Esta compañía, que había pasado por varias consolidaciones, poseía acciones de capital emitidas por casi 40 millones de dólares en 1919.

### Chicago Secure Depository Company
En marzo de 1869, Jacob Bunn también había sido fundador de la Chicago Secure Depository Company, una importante institución de depósito de seguridad de Chicago cuyos fundadores incluían a John B. Drake, Joseph M. Medill, Potter Palmer, Lyman Trumbull, John Wentworth, W. F. Coolbaugh, Jonathan Young Scammon (J. Young Scammon), Ezra B. McCagg, John Villiers Farwell, Ira Y. Munn, George Pullman, William B. Ogden y otros.

### Chicago Republican Newspaper Company y Chicago Inter-Ocean Company
Jacob Bunn también había sido en algún momento fundador y único propietario de la inmensa Chicago Republican Newspaper Company, que había sido autorizada por el estado de Illinois en 1865, con una capitalización inicial de 500.000 dólares. La empresa, que constituyó el precursor institucional de la Chicago Inter-Ocean, proporcionó el marco corporativo sobre el que se construyó la "Inter-Ocean". Su diario alcanzó una circulación semanal promedio de 74.200 ejemplares en 1877. La circulación combinada de la Chicago Inter-Ocean Company representó, en 1877, la mayor circulación combinada de cualquier periódico de Chicago. La circulación anual total de la Chicago Inter-Ocean había alcanzado aproximadamente once millones de ejemplares en 1877.

### J. Bunn Bank y las deudas resultantes de la quiebra bancaria de 1878
Jacob Bunn había establecido un banco privado, con el nombre de J. Bunn Bank de Springfield, Illinois. El banco acumuló rápidamente grandes activos de capital durante el siglo XIX, pero debido a lo que se convirtió en una cartera demasiado extensa de propiedades inmobiliarias durante el Pánico de 1873, la institución se vio obligada a liquidarse. Jacob Bunn efectuó voluntariamente la liquidación del banco y asumió la responsabilidad por la deuda, que totalizó aproximadamente 800.000 dólares en 1878. Jacob Bunn, que actuó desde profundas convicciones de honor, honestidad y lealtad, asumió personalmente la responsabilidad por la cantidad de deuda que permaneció después de que la venta forzada de los activos del banco no produjo capital suficiente para la satisfacción total de la deuda de 800.000 dólares. Las deudas se redujeron mediante la venta forzosa de los activos del banco a un precio de 572.000 dólares. En consecuencia, Jacob Bunn, con la ayuda de su hermano John W. Bunn, y la ayuda posterior de sus hijos, otros miembros de la familia y numerosos asociados cercanos y amigos, logró satisfacer el 28,5 por ciento restante de la deuda original. Aunque Jacob Bunn murió en 1897, sus hijos, con el compromiso de cumplir el deseo de su padre de pagar la deuda completa, establecieron un fideicomiso conmemorativo que pagó, en 1925, la porción restante completa de la deuda original, una distribución que afectó aproximadamente a 5.000 personas. El reembolso se realizó con intereses adicionales a una tasa del 5 por ciento anual.

### Springfield Iron Company y Springfield Gas & Electric Company
John W. Bunn fue fundador, director y vicepresidente de la Springfield Iron Company. Organizada en 1871, la empresa tenía oficinas corporativas en la ciudad de Nueva York, Chicago, St. Louis y Springfield, Illinois, y en su momento fue uno de los mayores fabricantes de productos de hierro en los Estados Unidos.
Después de haber establecido una presencia continental profundamente arraigada en la industria de productos metálicos para ferrocarriles, la Springfield Iron Company llegó a ser el mayor fabricante de perfiles angulares en los Estados Unidos. La compañía fue absorbida en 1899 por la Republic Iron & Steel Company, una corporación capitalizada en 55 millones de dólares en 1899. La financiación del Republic Iron & Steel Trust fue proporcionada por las firmas de banca de inversión de Manhattan William C. Sheldon & Co. y Dominick & Dickerman, en última de las cuales Watson Bradley Dickerman había actuado como fundador y miembro principal. Dickerman, un amigo personal muy cercano y socio comercial de los hermanos Bunn, en 1890 y 1891 actuó como presidente de la Bolsa de Nueva York, fue director de la Long Island Loan & Trust Company y fue presidente de la antigua Compañía del Ferrocarril de Norfolk & Sur. Había comenzado su carrera en finanzas y banca como un joven empleado y aprendiz de Jacob Bunn, en el J. Bunn Bank de Springfield, Illinois. John W. Bunn dirigió la Springfield Gas & Electric Company en 1916.

## Familia en los negocios y la industria
John Whitfield Bunn, Jacob Bunn y los descendientes, parientes colaterales y conyugales de los hermanos Bunn representaban una red continental de emprendimiento corporativo, industrial y financiero, liderazgo ejecutivo y desarrollo cívico. A continuación se presentan varias de las asociaciones familiares históricamente importantes de John y Jacob Bunn. En conjunto, estas asociaciones familiares constituyeron un continuo de largo alcance de trabajo cívico y empresarial.

### George Whitfield Bunn y la banca de California, el petróleo de Texas y el desarrollo de tierras
George Whitfield Bunn, hermano de Jacob Bunn y John Whitfield Bunn, también nacido en el condado de Hunterdon, Nueva Jersey, se convirtió en un banquero pionero y desarrollador de tierras en el Ccndado de Marin, California, durante el siglo XIX, y una vez fue dueño de inmensos intereses petroleros en Texas, incluyendo más de 10 000 acres (40,5 km²) de propiedades que se convertirían en un importante campo petrolífero en Texas. Intervino como incorporador y director del Banco de Tomales, California.

### Conexiones de la ciudad de Nueva York y Connecticut con las finanzas y la industria
Además de tener una conexión directa con el enorme cuerpo de asociaciones cívicas y comerciales en poder de su hermano Jacob Bunn, John W. Bunn estaba conectado indirectamente con las dinastías industriales de Leonard Richardson y de William Henry Barnum de Connecticut y Nueva York, a través del matrimonio de un sobrino, George Wallace Bunn Sr., quien se casó con Ada Willard Richardson. Ada Willard Richardson, nuera de Jacob Bunn y sobrina política de John W. Bunn, era hija del famoso contratista de construcción William Douglas Richardson. John Whitfield Bunn y William Douglas Richardson eran socios comerciales y ambos fueron los fundadores y directores de la Springfield Iron Company en agosto de 1871, una corporación que inicialmente se capitalizó en 200.000 dólares. El capital social de la corporación se incrementó en 1874 a 400.000 dólares. Leonard Richardson fue presidente del Iron Bank de Falls Village, Connecticut.

### Barnum & Richardson Company de Connecticut y Chicago
William Douglas Richardson era sobrino de Leonard Richardson de Lime Rock, Connecticut, un pionero en el desarrollo de las industrias de fabricación de productos de hierro de Nueva Inglaterra y Chicago, habiendo servido como fundador y propietario de la inmensa compañía de ruedas de vagones de ferrocarril y productos de hierro conocida como la Barnum-Richardson Company de Chicago y Lime Rock, Connecticut. Milo Barnum Richardson, un hijo de Leonard Richardson, actuó como director de la Compañía Barnum & Richardson junto con otros destacados industriales de Chicago, incluyendo a John Crerar. Además, Milo B. Richardson sirvió en estrecha relación con el financiero ferroviario de Connecticut Collis Potter Huntington en el establecimiento de la Ensign Manufacturing Company de Huntington (Virginia Occidental). Milo Barnum Richardson, sobrino de William Henry Barnum de Connecticut, presidente de la Compañía Barnum-Richardson, hijo de Leonard Richardson y primo hermano de William Douglas Richardson y Ada Willard (Richardson) Bunn, actuó como miembro de la Junta Estatal de Comisionados de la Feria Mundial de Connecticut durante la Exposición Universal Colombina de 1893. William Douglas Richardson sirvió en el personal del arquitecto Daniel Burnham como Superintendente General de Edificios en la Exposición Universal Colombina de 1893 en Chicago. En consecuencia, John Whitfield Bunn, William Douglas Richardson y Milo Barnum Richardson, todos ellos relacionados ya sea por sangre o por matrimonio, contribuyeron cada uno al desarrollo de la industria manufacturera de productos de hierro de los Estados Unidos, así como al liderazgo y ejecución de la Exposición Mundial Colombina de 1893 (la Feria Universal de Chicago). Jacob y John Whitfield Bunn, junto con William Douglas Richardson, Benjamin Hamilton Ferguson y otros, constituyeron una asociación cooperativa para la inversión, el espíritu empresarial, la oportunidad de expansión industrial y las causas cívicas y benéficas. Milo B. Richardson formó parte de la junta directiva de la Caledonian-American Life Insurance Company de la ciudad de Nueva York, que se organizó en 1898. En armonía con la fabricación de productos ferroviarios, así como con las herencias financieras de la familia Richardson, Milo B. Richardson se desempeñó como director de la Rochester Car Wheel Works Company de Nueva York, la Compañía del Ferrocarril de Hartford & Connecticut Oeste, y el Falls Village Savings Bank.

### Compañía Carbonera de Island Creek
Elizabeth Jane Ferguson, la esposa de Jacob Bunn y una destacada filántropa de Illinois, estaba emparentada por vía materna con la familia Holden de Cleveland, Ohio, propietaria de la Compañía Carbonera de Island Creek, una de las corporaciones de la explotación del carbón más importantes y rentables de los Estados Unidos.

### Henry Stryker Taylor y el linaje de Taylor-Stryker-Cunningham-Hart-Capps
Elizabeth Alice Bunn, bisnieta de Jacob Bunn, se casó con el banquero y financiero de Illinois Henry Stryker Taylor, que era uno de los mayores accionistas de la Compañía del Ferrocarril de Pennsilvania (el renombrado financiero Howard Butcher de Filadelfia fue en algún momento también uno de los mayores accionistas individuales de este ferrocarril). Henry S. Taylor, hijo del presidente del banco y magnate inmobiliario de Illinois Robert Cunningham Taylor, había corrido una vez las 100 yardas en 9,6 segundos, tenía numerosos récords de pista y fue capitán del equipo de atletismo en el Knox College de Galesburg (Illinois), durante sus años de estudiante universitario allí. Robert Cunningham Taylor fue presidente de una empresa agrícola y de tierras, cofundador y presidente del Peoples Bank of Virginia, Illinois, presidente de la firma Cass County Title & Trust Company, copropietario de King & Taylor Company, una funeraria y comerciante de muebles, y director del Farmers National Bank of Virginia, Illinois. Robert Taylor, el padre de Robert Cunningham Taylor, fue un granjero, comerciante de ganado, tratante de cereales y empresario de tierras, que se actuó como vicepresidente y director del Farmers National Bank of Virginia, Illinois, como fideicomisario del municipio de Virginia, miembro del consejo de ancianos de la Iglesia Presbiteriana y miembro de la junta escolar local. Robert Cunningham Taylor Jr., banquero y financiero de Chicago, hermano mayor de Henry S. Taylor, también exalumno de Knox College, se graduó en la Escuela de Negocios Harvard en 1932. Además de ser el sobrino nieto del industrial Peter I. Stryker, quien sirvió como gobernador de Nueva Jersey y legislador de Nueva Jersey, Henry S. Taylor era nieto del abogado Henry Stryker, III, uno de los fundadores y desarrolladores inmobiliarios de los centros turísticos de verano de Míchigan de la región de Little Traverse Bay. Henry S. Taylor era descendiente de numerosas familias financieras e industriales fundadoras de Massachusetts, Connecticut, Rhode Island, Vermont y Nueva York, y era descendiente de los pasajeros del Mayflower William Brewster, John Alden y William Mullins.
H. S. Taylor era el tataranieto de David Gill McClure de Rutland, Vermont, quien fue fundador de Lansing y su comunidad empresarial. Henry Brigham McClure, juez de Illinois, fundador de una universidad y capitalista, bisabuelo materno de Henry Stryker Taylor, había trabajado en la asociación de abogados Yates, Brown & McClure con Richard Yates, gobernador de Illinois durante la Guerra Civil.
Henry S. Taylor era descendiente de la familia Henshaw de Connecticut, Illinois y California, cuyos intereses comerciales incluían el transporte marítimo internacional, la construcción naval, la generación de energía eléctrica y los derechos sobre el agua, con intereses en la adquisición y desarrollo de terrenos en California, y la banca multinacional. Henry S. Taylor era descendiente de una rama de la familia Henshaw, y era primo tercero del banquero y financiero californiano William Griffith Henshaw (1860-1924), quien, junto con su familia, fue el principal propietario y desarrollador de algunos de los mayores embalses y cursos de agua comerciales de California, y quien promovió y ayudó a construir (después de haber servido en la junta directiva) el Citibank, un precursor corporativo importante y temprano del Citigroup.
Henry Stryker Taylor era el primo hermano del capitán Joseph H. Hart, uno de los mejores pilotos ases de la Pan Am, y que había volado más de 2,5 millones de millas antes de morir en un accidente aéreo fatal en la década de 1950. John Hart, hermano de Joseph Hart, y también primo hermano de Henry Stryker Taylor, fue un hombre de negocios internacional involucrado en el comercio sudamericano con los Estados Unidos. El capitán Joseph H. Hart era un piloto experto de los Pan Am Clippers y era famoso por su conocimiento y experiencia con respecto a esta aeronave en particular. También era primo de los propietarios de la compañía J. Capps & Son de Jacksonville (Illinois), que fabricaba ropa y otros textiles, logrando ventas de 1 millón de dólares al año en 1901, cuando empleaba a unas 500 personas. William Thomas Capps Sr., el tío de Henry S. Taylor, fue uno de los fundadores de la Midland Life Insurance Company de Chicago. Henry Taylor era primo hermano de Henry McClure Capps, destacado director artístico de Hollywood, esposo de Ruth Goldwyn y yerno del reconocido productor Samuel Goldwyn.
Así mismo, era el suegro de Thomas Keister Greer, un reconocido abogado corporativo de Virginia y California, que representó o ayudó a construir varias de las compañías de tierras más grandes en la historia de los Estados Unidos, y que se convirtió en uno de los abogados más importantes de derechos territoriales en los Estados Unidos, trabajando como asesor general junior de Miller & Lux Company de San Francisco, y como asesor general de Salyer Land Company de California, y de Crockett & Gambogey Company de California. Por otro lado, era primo, por linaje materno, de Oliver Hazard Payne, el financiero de Cleveland que ayudó a organizar la American Tobacco Company y la United States Steel Company, y que fue socio de los industriales del tabaco y fundadores de la universidad James Buchanan Duke y Benjamin Newton Duke.

### Charles Cunningham
Charles Cunningham, tío abuelo paterno de Henry Stryker Taylor, era oriundo de Escocia. Actuó como cónsul británico (y anteriormente como vicecónsul) en Rusia, y fue fundamental en el establecimiento del sistema de aranceles y estructuras comerciales de la Comisión Internacional del río Danubio, siendo uno de sus fundadores y uno de los creadores del concepto de la comisión. Cunningham también se había involucrado en el negocio mercantil en Esmirna, Turquía.

### John Stryker
Además, el abogado Jon Stryker de Rome, Nueva York, que era primo hermano materno de Henry Stryker Taylor, fundó y fue propietario de la Compañía del Ferrocarril de Míchigan Sur, fue uno de los principales fundadores del Ferrocarril Central de Nueva York, y estableció, controló y presidió numerosas empresas manufactureras en el estado de Nueva York. El sistema del Ferrocarril de Míchigan Sur se capitalizó en 200 millones de dólares en 1914-1915.

### William Beaumont Whitney de Filadelfia
El industrial William Beaumont Whitney de Filadelfia, primo materno de Henry Stryker Taylor, había fundado y poseído, junto con Mahlon S. Kemmerer, la inmensa Whitney & Kemmerer Coal Company de Filadelfia, y había formado parte de la junta directiva del Girard National Bank de Filadelfia. Whitney fue vicepresidente de la Sociedad de la Ley y el Orden de Filadelfia, fue miembro del Instituto Arqueológico de América, y fue director de la Penn Mutual Insurance Company de Filadelfia. La Penn Mutual Insurance Company había alcanzado, en 1897, 147.973.567 dólares de seguros vigentes, con 59.411 pólizas vigentes en 1897.
Whitney también ejerció como presidente del Theodore Starr Savings Bank de Filadelfia, como presidente de la Compañía Eléctrica de Quaker City de Filadelfia, y como director de la Gondolo Tannin Company de Filadelfia. También actuó como gerente del departamento de carbón de la Lehigh Coal & Navigation Company desde 1864 hasta 1870, como tesorero de la Whitehall Portland Cement Company, como tesorero de la Connellsville Coke and Iron Company, como tesorero de la Bishop White Prayer-Book Society, y como director de contabilidad de la Iglesia de la Crucifixión durante treinta y cinco años. Así mismo, dirigió la Stonega Coal & Coke Company, capitalizada en 2 millones de dólares en 1903 y que poseía dos plantas que incluían 666 y 500 hornos respectivamente. Whitney era miembro de la American Geographical Society.

### A. G. Edwards y la familia Edwards de Illinois y St. Louis
Benjamin Hamilton Ferguson, hermano de Elizabeth Jane (Ferguson) Bunn, se casó con Alice Edwards, que era hija del juez Benjamin Stephenson Edwards y sobrina de Albert Gallatin Edwards (el fundador de A. G. Edwards Co.).

### Joseph Wellington Willard y la industria de los explosivos
Joseph Wellington Willard, primo hermano de Ada (Richardson) Bunn, fue inventor y fabricante de explosivos, y ayudó a Lammot du Pont en el establecimiento de la Repauno Chemical Company cerca de Filadelfia, Pensilvania.

### Participación de la familia extendida en la banca de Nueva York y California
Interconectados con la familia Bunn habían estado, a través del matrimonio y la relación colateral, Robert Burns Motherwell, II, quien una vez fue presidente de Wells Fargo, y Charles Stillman, quien una vez fue la fuerza controladora detrás del National City Bank de Nueva York, más tarde conocido como Citigroup. Robert Burns Motherwell, II, se casó con un miembro de la familia Hogan (véase más abajo) y se convirtió en el padre del famoso artista estadounidense de la Escuela Expresionista de Nueva York Robert Motherwell, III.

### La dinastía Hogan-Regan y las industrias del derecho internacional, el petróleo y la minería de metales preciosos
Willard Bunn Sr., nieto de Jacob Bunn y sobrino nieto de John W. Bunn, se casó con Ruth Regan de Chippewa Falls, Wisconsin. Ruth Regan se graduó en el Chicago Musical College, fue fundadora de una iglesia y una escuela y promotora de la educación musical. Era hermana de la abogada Mary Regan (que cambió su apellido a "Rehan"). Mary Rehan comenzó su carrera como actriz en Broadway, y luego asistió a la escuela de leyes en la ciudad de Nueva York. La señorita Rehan, nativa de Chippewa Falls, mantuvo una oficina de abogados en el 230 East 71st Street en Nueva York. Se especializó en derecho arancelario y, según se dice, fue la primera mujer admitida para ejercer ante el Tribunal de Aduanas de los Estados Unidos. Mary Rehan fue expresidenta del premio del jurado de la American Women's Association y fue una de las fundadoras y mecenas principales de la International Bar Association. Mary Rehan dejó de actuar en los tribunales durante los años 1920, pero obtuvo una licenciatura en derecho de la Escuela de Leyes de Brooklyn en 1927. Durante sus primeros 10 años de práctica estuvo en la firma neoyorquina de Barnes, Chilvers & Halstead. En 1937 fundó su propia firma en Nueva York y más adelante abrió una sucursal en Washington. Mary Rehan había sido fundadora, secretaria y tesorera del Museo Metropolitano de Arte, que ayudó a fundar en 1937. Fue directora del Instituto del Vestido del Museo Metropolitano de Arte de Nueva York y miembro honorario vitalicio del museo. Había sido directora del Women's National Republican Club (Nueva York). Apoyó a Franklin D. Roosevelt para la presidencia en 1932, pero en 1936, cuando se postuló para un segundo mandato, ayudó a organizar y se convirtió en tesorera nacional de la Coalición Independiente de Mujeres Estadounidenses, un grupo contrario al New Deal. En 1954 recibió la Mención al Mérito del Estado de Nueva York.
Robert Giles Regan, hermano de Mary y Ruth Regan, fue el fundador y presidente de la R. G. Regan Construction Company de Chicago. Actuó como contratista de construcción de la planta de Motorola Inc. Corporation en Chicago, el edificio Petralager de Chicago y la planta Tropic-Aire de Chicago, y se desempeñó como director ejecutivo del Chatham Housing Project en South Side de Chicago. También intervino como contratista para la remodelación o las ampliaciones del edificio Higginbotham de Joliet (Illinois), del edificio Kennedy-Cochran en Hillside (Illinois), del Hospital Silver Cross, del criadero Munroe, del edificio Tractor-Motive Corporation en Deerfield (Illinois), de los garajes de servicio público y oficinas en Joliet y de la Atlas Wallpaper Company en Coal City, Illinois.
Ruth y Mary Regan eran primas hermanas del abogado Thomas Stephen Hogan, quien fue el descubridor y desarrollador de la cuenca petrolífera pérmica del Oeste de Texas, senador por Montana y Secretario de Estado de Montana. Construyó el primer rascacielos de Midland (Texas), en 1929, conocido como la Torre del Petróleo, y sirvió como catalizador de la industria petrolera del Oeste de Texas cuando vendió el 74 000 acres (299,5 km²) Rancho John T. McElroy a la Franco-Wyoming Company por 3 millones de dólares. T. S. Hogan operaba minas en México, Montana e Idaho. Además, dirigía, operaba y poseía empresas de exploración y producción de petróleo en Oklahoma, Indiana, Montana, Illinois, Colorado, Wyoming, Texas y México. Fue el fundador del Sistema Federal Farm Loan Bank durante la Gran Depresión, Procurador Asistente del Departamento del Interior de los Estados Unidos, presidente de la Junta Nacional del Trabajo del Carbón, presidente de la organización laboral más grande de Montana a la edad de 22 años y presidente de la Asociación de Productores de Remolacha de los Estados Unidos. También fue el presidente de la Junta del Distrito del Carbón de Denver (Colorado). Patrick Hogan, también primo hermano de Ruth (Regan) Bunn y Mary Rehan, fue uno de los principales productores de madera del estado de Washington y ayudó a dar forma a la industria maderera del Pacífico. Otro primo hermano de Ruth (Regan) Bunn y Mary Rehan fue el abogado John Carol Hogan, graduado de la Universidad de Wisconsin (Madison), que contribuyó a la formación de la jurisprudencia de la industria maderera, representó a muchas corporaciones madereras y sirvió en la legislatura del estado de Washington. John Carol Hogan celebró el campeonato de corredores de larga distancia en la Universidad de Wisconsin. John C. Hogan también había fundado el periódico "Chippewa Bulletin" en Chippewa Falls, Wisconsin, antes de partir hacia el estado de Washington. William Hogan, otro primo hermano de Mary Rehan y Ruth (Regan) Bunn, fue el presidente de la Oro Grande Gold Mining Company de Idaho, una empresa de prospección que se capitalizó en 1,5 millones de dólares en 1922. Thomas Stephen Hogan, Patrick Hogan, John Carol Hogan y William Hogan eran todos hermanos y primos hermanos de Ruth y Mary Regan. Fred T. Hogan, hijo de Thomas Stephen Hogan, fue un empresario de transporte y reparto de mercancías, cofundador de la Hogan & Choate Oil Company, sirvió como alcalde de Midland, Texas, y fue incluido, junto con su padre, T. S. Hogan, en el Salón de la Fama del Petróleo.

## Política republicana, filantropía cívica y visión cívica
John W. Bunn también demostró un fuerte interés en el poder judicial de Illinois de su tiempo, y sirvió como delegado, representando al condado de Sangamon, en la Convención Judicial de Illinois de 1888. En 1874, la Convención Republicana de la Ciudad de Springfield nominó a John W. Bunn para el cargo de alcalde de Springfield, aunque poco después declinó la nominación. John W. Bunn era un amigo cercano y partidario del estadista de Illinois Shelby Moore Cullom. Cuando Shelby M. Cullom sirvió como Gobernador de Illinois, Cullom dependió en gran medida del consejo y la influencia de John W. Bunn y del abogado de Chicago Milton Hay, entre otros. Durante el período de su asociación con el Comité Central Republicano del Estado de Illinois, Bunn sirvió como su presidente en al menos una ocasión. John W. Bunn fue un participante activo en la política del Partido Republicano tanto a nivel estatal como nacional, y sirvió como miembro activo del Comité Estatal Republicano de Illinois desde 1872 hasta 1876, y nuevamente en ese puesto desde 1900 hasta 1902. Fue miembro, junto con James R. B Van Cleeve y Floyd K. Whittemore, del Comité de Monumentos de la Asociación de Monumentos del Gobernador John R. Tanner, cuyo propósito era coordinar y ejecutar los planes para erigir un monumento que conmemorara el legado de Tanner, quien había servido como gobernador de Illinois. De especial importancia es el hecho de que John W. Bunn sirvió como contribuyente financiero principal a la campaña presidencial de Abraham Lincoln.

### Obras públicas y asociaciones y contribuciones cívicas importantes
John W. Bunn hizo contribuciones significativas a la coordinación y la infraestructura corporativa de la Feria Mundial de 1893 (la Exposición Mundial Colombina de Chicago, Illinois), al haber servido como miembro de la Junta de Comisionados del certamen y como Tesorero de la Junta de Comisionados. Fue miembro de la junta directiva de la Comisión del Centenario de Illinois de 1918, cuyo propósito corporativo era la coordinación y ejecución de la conmemoración ceremonial del Estado de Illinois, que se había logrado el 3 de diciembre de 1818. Intervino como vicepresidente, director, miembro del Comité Ejecutivo y fundador de la Asociación del Centenario de Abraham Lincoln (posteriormente, Asociación Abraham Lincoln), habiendo establecido la asociación junto con Melville Weston Fuller (un jurista de Chicago, Presidente de la Corte Suprema de los Estados Unidos), Shelby Moore Cullom, Adlai E. Stevenson, Richard Yates, Melville E. Stone, Albert J. Hopkins, J. Otis Humphrey, Charles S. Deneen, John P. Hand, James A. Rose, Ben. F. Caldwell, William Jayne y Horace White. El objetivo específico y expreso de la Asociación del Centenario de Lincoln era: "Observar apropiadamente el centenario del nacimiento de Abraham Lincoln; preservar para la posteridad el recuerdo de sus palabras y obras, y estimular el patriotismo de la juventud de la tierra mediante ejercicios anuales apropiados". John W. Bunn fue activo en los círculos sociales, políticos y comerciales de Chicago y Springfield como miembro del Club de la Liga de la Unión de Chicago, así como del Chicago Club, y del Illini Country Club y Sangamo Club, ambos de Springfield, Illinois. El gobernador de Illinois, Richard Yates, nombró a John W. Bunn como delegado, en representación de Chicago, a la Conferencia Nacional sobre Impuestos celebrada en Buffalo, Nueva York, en mayo de 1901. Fue miembro del distinguido Saddle and Sirloin Club de Chicago. Durante la Guerra Civil, sirvió como mensajero especial y coordinador de la movilización y traslado de soldados del Ejército de la Unión desde Chicago a Cairo, Illinois. John W. Bunn también sirvió como miembro de la Asociación del Monumento a Richard Oglesby. Jacob Bunn y Elizabeth (Ferguson) Bunn habían ayudado a establecer la Hogar de Springfield para personas sin Amigos, un orfanato (hogar para viudas y huérfanos) durante la Guerra Civil, y el Instituto Bettie Stuart, una academia de Springfield para niñas.

### Ciudad de Springfield, Illinois
Con una sólida reputación de ser un consejero y gerente financiero competente y fiable, John W. Bunn ejerció como Tesorero de la Ciudad de Springfield (Illinois) entre 1857 y 1859.

### Junta de Agricultura de Illinois
John W. Bunn actuó como Tesorero de la Junta Estatal de Agricultura de Illinois desde 1858 hasta 1898. Brindó asistencia financiera a la Asociación para la Feria del Estado de Illinois cuando personalmente adelantó 15.000 dólares a la Asociación con el propósito de permitir la liquidación de las deudas que la entidad había contraído en un momento particular en 1887.

### Agencia de Pensiones de Illinois
Durante el período de la Guerra de Secesión que duró desde 1861 hasta 1865, John W. Bunn fue designado por Abraham Lincoln para servir como Agente de Pensiones para el Estado de Illinois.

### Universidad de Illinois
John W. Bunn, que siempre mostró un gran interés por el bienestar y la promoción de la educación, fue el tesorero fundador de la Universidad de Illinois en Urbana-Champaign, y actuó como tesorero de la Universidad de Illinois desde su inicio institucional en 1868 hasta 1893.

### Sociedad Histórica de Chicago, desarrollo de vías navegables
Además, John Bunn fue un miembro activo de la Sociedad Histórica de Chicago. Colaboró con causas relacionadas con el desarrollo de la infraestructura de vías navegables entre los Grandes Lagos y el Golfo de México. En 1909 fue designado, junto con otros hombres, por el gobernador de Illinois como delegado de la Convención de Vías Navegables celebrada en Nueva Orleans, Luisiana.

### Exposición Internacional del Centenario de los Estados Unidos en Filadelfia
John W. Bunn fue uno de los fundadores de la Comisión del Centenario de los Estados Unidos de 1876, la entidad corporativa que organizó y llevó a cabo la Exposición Internacional del Centenario de los Estados Unidos de 1876, en Filadelfia. Junto con los delegados de Illinois Norman B. Judd, William B. Ogden, John Williams, William F. Coolbaugh, J. M. Adsit, H. O. Armour, D. J. Ely, George Bruner, Charles Fisher, John C. Proctor y L. C. Bull, John W. Bunn actuó como fundador de la corporación dotada con 10 millones de dólares que proporcionó la estructura financiera y directiva de la Exposición del Centenario de los Estados Unidos de 1876. Además, intervino como fundador y miembro de la junta directiva de la Biblioteca Lincoln de Springfield, Illinois. Murió soltero el 7 de junio de 1920 en Springfield, Illinois.